# Nefropidi
Nefropidi (od latinskog: Nephropidae je porodica morskih rakova iz reda desetonožaca (Decapoda), glavni rodovi su jastozi (Homarus) i škampi (Nephrops).
Nefropidi imaju duga tela sa mišićavim repovima, i žive u pukotinama ili jazbinama na morskom dnu. Tri od njihovih pet parova nogu imaju kandže, uključujući prvi par, koji je obično znatno duži od drugih. Kao visoko cenjena morska hrana, jastozi su ekonomski važni, i često su jedna od najprofitabilnijih roba u obalskim područjima koja nastanjuju. Komercijalno važne vrste uključuju dve vrste Homarus (koje imaju izgled stereotipnog jastoga) iz severnog Atlanskog okeana, i škampi (koji su sličniji škampu, ili „mini jastogu”) – roda Nephrops sa severne hemisfere i roda Metanephrops sa južne hemisfere. Mada nekoliko drugih grupa rakova imaju reč „jastog” u njihovim imenima, sam termin „jastog” generalno se odnosi na jastoge sa kleštima iz familije Nephropidae. Jastozi sa kleštima nisu blisko srodni sa langustima ili papučnim jastozima, koji nemaju kandže (klešta), ili sa zdepastim jastozima. Najbliži postojeći srodnici jastoga sa kandžama su grebenski jastozi i tri familije slatkovodnih rakova.

## Karakteristike
Imaju po 10 nogu, od kojih na prva tri para imaju klešta (latinski: chelae), naročito velika i snažna na prvom paru. Glava i prsni koš su im spojeni i prekriveni hitinskim oklopom. Pipci su im duža od tela.
Američki hlap (Homarus americanus) i škamp (Nephrops norvegicus) takođe poznat i kao norveški rak, su finansijski najvrednije vrste, ljudi rado jedu njihov jako mišićav abdomen i klešta.
Tamnozelenkasti evropski jastog (Homarus gammarus), živi na stenovitom dnu duž evropske atlanske obale i Mediterana. Homarus capensis, koji živi u vodama oko Južne Afrike, naraste do svega 10 - 13 cm pa ima malu tržišnu vrednost.

## Rasprostranjenost
Nefropidi žive po svim okeanima sveta osim polarnih mora i ekstremnih dubina.
Većina nefropida živi na dubinama od 9 do 3.500 metara, a najekstremnije vrste od 1.792 do 5.477 . Podnose vrlo različite temperature vode od 0,368 - 28,604 °C. Vrste koje žive na velikim dubinama su potpuno slepe ili imaju vrlo atrofirane oči.

## Način života
Većina Nefropida su noćne životinje, hrane se strvinama ali i algama, živom ribom, malim školjkašima i drugim beskičmenjacima koje nađu na dnu.
Pojedine vrste Nefropida su simbiotičke (parazitske) žive u škrgama ili ustima većih riba.
Nefropidi su beskičmenjaci sa jakim zaštitnim egzoskeletom, pa se kao i drugi zglavkari i oni moraju mitariti (promeniti oklop). Tokom tog procesa su vrlo ranjivi.

## Taksonomija
Fosilni zapis jastoga sa kleštama proteže se unazad barem do valenžinskog doba krede (pre 140 miliona godina). Ovaj spisak sadrži sve živeće vrste porodice Nephropidae:
-  – Kejpski jastog

-  – Američki jastog
-  – Evropski jastog

-  – Andamanski jastog
-  – Australijski škamp
-  – Karipski jastog
-  – Bošmov škamp
-  – Novo Zelandski škamp
-  – Japanski jastog
-  – Kineski jastog

-  – Norveški jastog, Dablinski zalivski škamp

-  – Floridska lobstereta

## Literatura
- Corson, Trevor (2005). The Secret Life of Lobsters: How Fishermen and Scientists Are Unraveling the Mysteries of Our Favorite Crustacean (1st Harper Perennial изд.). New York: HarperCollins. ISBN 978-0-06-055559-7.
- Phillips, Bruce F., ур. (2006). Lobsters: Biology, Management, Aquaculture and Fisheries. Wiley. ISBN 978-1-4051-2657-1. doi:10.1002/9780470995969.
- Townsend, Elisabeth (2012). Lobster: A Global History. London: Reaktion Books. ISBN 978-1-86189-794-7.
- Iles, William J.D.; Sass, Chodon; Lagomarsino, Laura; Benson-Martin, Gracie; Driscoll, Heather; Specht, Chelsea D. (децембар 2016). „The phylogeny of Heliconia (Heliconiaceae) and the evolution of floral presentation”. Molecular Phylogenetics and Evolution. 117: 150—167. PMID 27998817. doi:10.1016/j.ympev.2016.12.001.
- Sass, C; Iles, WJ; Barrett, CF; Smith, SY; Specht, CD (21. 1. 2016). „Revisiting the Zingiberales: using multiplexed exon capture to resolve ancient and recent phylogenetic splits in a charismatic plant lineage.”. PeerJ. 4: e1584. PMC 4727956 . PMID 26819846. doi:10.7717/peerj.1584.

## Spoljašnje veze
- Holthuis, Lipke (1991). Marine Lobsters of the World. Food and Agriculture Organization. Архивирано из оригинала 13. 9. 2007. г. Приступљено 9. 2. 2019.